# Oisenotte
Die Oisenotte (auch Oizenotte geschrieben) ist ein kleiner Fluss in Frankreich, der im Département Cher in der Region Centre-Val de Loire verläuft. Sie entspringt beim Weiler La Marcandière, im südwestlichen Gemeindegebiet von Dampierre-en-Crot und entwässert generell in nordwestlicher Richtung durch eine seenreiche Flussaue und mündet nach rund 18 Kilometern im Gemeindegebiet von Argent-sur-Sauldre als linker Nebenfluss in die Sauldre.

## Orte am Fluss
(Reihenfolge in Fließrichtung)
- La Marcandière, Gemeinde Dampierre-en-Crot
- Oizon
- Oizenotte, Gemeinde Oizon
- Les Chapeaux, Gemeinde Aubigny-sur-Nère
- Argent-sur-Sauldre